# Araria
Araria est une ville indienne située dans le district d'Araria, dans l'État du Bihar. En 2001, sa population était de 60 594 habitants.

## Source de la traduction
- (en) Cet article est partiellement ou en totalité issu de l’article de Wikipédia en anglais intitulé « Araria » (voir la liste des auteurs).